# Nguyễn Tuấn Mạnh
Nguyễn Tuấn Mạnh, né le 31 juillet 1990 à Nghi Sơn au Viêt Nam, est un footballeur international vietnamien, qui évolue au poste de gardien de but.

## Biographie

### Carrière en sélection
Il reçoit sa première sélection en équipe du Viêt Nam le 10 octobre 2017, contre le Cambodge. Ce match gagné 5-0 rentre dans le cadre des éliminatoires de la Coupe d'Asie 2019 (en).
En janvier 2019, il est retenu par le sélectionneur Park Hang-seo afin de participer à phase finale de la Coupe d'Asie des nations, organisée aux Émirats arabes unis. Lors de cette compétition, il reste sur le banc des remplaçants. Le Viêt Nam s'incline en quart de finale face au Japon.

## Palmarès
- Vainqueur du championnat d'Asie du Sud-Est en 2018 avec l'équipe du Viêt Nam